# Lepanthes jimenezii
Lepanthes jimenezii är en orkidéart som beskrevs av Rudolf Schlechter. Lepanthes jimenezii ingår i släktet Lepanthes och familjen orkidéer. Inga underarter finns listade i Catalogue of Life.